# John Aston (calciatore 1947)
John Aston (Manchester, 28 giugno 1947) è un ex calciatore inglese, di ruolo attaccante.

## Carriera
Con il Manchester United vinse un campionato inglese nel 1967 e una Coppa dei Campioni l'anno seguente.

## Palmarès

### Club

#### Competizioni nazionali
- Campionato inglese: 1

Manchester United: 1966-1967
- Community Shield: 1

Manchester United: 1967

#### Competizioni internazionali
- Coppa dei Campioni: 1

Manchester United: 1967-1968